# Střet s mafií
Střet s mafií (v anglickém originále Mayored to the Mob) je 9. díl 10. řady (celkem 212.) amerického animovaného seriálu Simpsonovi. Scénář napsal Ron Hauge a díl režíroval Swinton O. Scott III. V USA měl premiéru dne 20. prosince 1998 na stanici Fox Broadcasting Company a v Česku byl poprvé vysílán 12. prosince 2000 na stanici ČT1.

## Děj
Při sledování televize uvidí Simpsonovi reklamu na Bi-Mon-Sci-Fi-Con, vědeckofantastický sraz, na kterém vystupuje Mark Hamill a další, a rozhodnou se ho navštívit. Poté, co Hamill nabídne někomu z davu, aby si s ním zahrál scénku, vypukne na srazu vzpoura. Homer si všimne, že Hamill a starosta Quimby jsou kvůli výtržnostem v nebezpečí ušlapání, a rychle je zachrání. Quimby z vděčnosti zaměstná Homera jako svého bodyguarda. 
Homer začíná s výcvikem na Leavellově akademii, kterou rychle absolvuje, a začne vykonávat svou novou práci. Quimby, aniž by to věděl, uzavřel krátce po Homerově nástupu do zaměstnání dohodu s Tlustým Tonym, že bude dodávat mléko do springfieldských škol. Homer zjistí, že mléko je od krys, a postaví se Quimbymu, přičemž ho omylem vyhodí z okna. Když zjistí, že Quimby visí na římse, donutí ho Homer slíbit, že Tlustého Tonyho odhalí výměnou za to, že ho vytáhne do bezpečí. 
Quimby zorganizuje zatčení Tlustého Tonyho a jeho lidí, ale Tlustý Tony vyhrožuje Quimbymu smrtí. Homer, vyděšený z toho, že musí Quimbyho bránit kvůli výhrůžkám smrtí, se pokusí starostu uklidnit tím, že ho vezme na večeři do divadla, kde Hamill ztvárnil Nathana Detroita ve filmu Frajeři a saze. Homer zjistí, že je tam Tlustý Tony spolu se svým poskokem Louiem, který byl propuštěn na kauci, a nevědomky situaci ještě zhoršil, když udělal to, co mu Tlustý Tony řekl, a políbil starostu Quimbyho, aniž by si uvědomil, že starostovi dal polibek smrti. Louie se pokusí Quimbyho bodnout, ale je zastaven v potyčce s Homerem poté, co Hamill Homerovi poradí, aby „použil vidličky“. Tlustý Tony je však přesto schopen Quimbyho surově zmlátit baseballovou pálkou. Hamill řekne Homerovi, že Quimby bude v pořádku, a Homer pomůže Hamillovi utéct před paparazzi.

## Produkce
Scenárista epizody Ron Hauge chtěl natočit epizodu, ve které by využil Homerovy vlastnosti, jako je hulvátství, hrubá síla, tloušťka a loajalita, k dobrému účelu. Když Líza řekne, že se musí vrátit pro Maggie poté, co rodina unikne vzpouře, Homer řekne: „Zapomeň na Maggie, je pryč.“. Matt Groening tvrdí, že je to jeden z jeho nejoblíbenějších citátů v seriálu. Hamill souhlasil s hostováním pouze tehdy, pokud mu bude umožněno namluvit postavu stejnou, kterou sám namluvil. Zároveň prohlásil, že se mu mnohem více líbilo namluvení hlasu instruktora stráže Leavelleho než propůjčení hlasu sobě samému.

## Kulturní odkazy
Vědeckofantastický kongres Bi-Mon-Sci-Fi-Con obsahuje řadu odkazů na tento žánr. Kromě Marka Hamilla jsou hosty srazu například Alf ze seriálu Alf, Tom Baker v kostýmu čtvrtého Doktora ze seriálu Pán času, Gort z filmu Den, kdy se zastavila Země (1951), Godzilla ze stejnojmenné filmové série a Jonathan Harris v kostýmu doktora Zacharyho Smithe ze seriálu Ztraceni ve vesmíru, stejně jako robot z tohoto seriálu. Hostem je také skutečný astronaut Neil Armstrong.
Mezi účastníky je i Üter, který má na sobě tričko z Futuramy; Futurama, animovaný sci-fi seriál, který vytvořil tvůrce Simpsonových Matt Groening, měla premiéru až následující rok. Seymour Skinner je oblečen jako Spock ze Star Treku, stejně jako několik dalších lidí, a Edna Krabappelová je oblečena jako Barbarella z komiksu a filmu Barbarella (1968). Mezi další kostýmy patří Xena ze seriálu Xena, Terminátor z filmové série Terminátor, Griffin z románu Neviditelný (1897) a později z komiksové série Liga výjimečných gentlemanů a také Borg a Geordi La Forge ze Star Treku. Když se Komiksák na srazu seznámí s dívkou s podobnými zájmy jako on, zazní skladba Alexandera Courage „Under the Spell“ z původního pilotního dílu Star Treku Klec. Na srazu je vidět stánek s komiksem Roswell, Little Green Man; komiks vydala Groeningova společnost Bongo Comics.
Epizoda obsahuje několik odkazů na filmovou sérii Hvězdné války, v níž Hamill hrál. Hamill v průběhu epizody nosí kostým své postavy Luka Skywalkera z Hvězdných válek a říká Homerovi, aby „použil vidličky“, čímž si utahuje ze seriálové hlášky „použij Sílu“. Na srazu se odehrává týmový zápas, v němž „mocní roboti“ (Cyloni) ze seriálu Battlestar Galactica bojují s „teplými roboty“ (R2-D2 a C-3PO) z Hvězdných válek. Jeden z účastníků srazu nosí kostým postavy Žvejkal z téže série. Homer a starosta Quimby navštíví představení muzikálu Frajeři a saze (1955), kde Hamill hraje Nathana Detroita, který zpívá píseň „Luke, Be a Jedi Tonight“ na melodii „Luck Be a Lady“ na motivy Hvězdných válek.
Leavellův design je založen na texaském detektivovi Jimu Leavellovi, jak se objevil, když doprovázel Lee Harveyho Oswalda, když byl Oswald zastřelen Jackem Rubym. Styl Leavelleova cvičení je odkazem na travnatý pahorek na místě atentátu na prezidenta Johna F. Kennedyho, Dealey Plaza, a scénu z filmu o Kennedyho atentátu Executive Action (1973).
Děj má společné prvky s filmem Osobní strážce (1992), zejména Homera, jenž na konci odnáší Hamilla pryč z davu. Leavelle zpívá píseň „I Will Always Love You“ od Dolly Partonové, kterou zpopularizovala Whitney Houstonová jako znělku k filmu Osobní strážce, jež hraje také na konci dílu. Poté, co se Homer domnívá, že zabil starostu Quimbyho, rozhodne se inspirovat filmem Víkend u Bernieho (1989) a „použít tělo k zinscenování promyšlené frašky“. Název epizody je odkazem na film Manželství s mafií (1988). Během scény z Frajerů a sazí zpívají herci píseň s názvem muzikálu na melodii „Hurá do Hollywoodu“, která, jak Mark Hamill upozorňuje, není jedním z hudebních čísel filmu.

## Přijetí
V původním vysílání skončil díl v týdnu od 14. do 20. prosince 1998 na 24. místě v žebříčku sledovanosti s ratingem 8,6, což odpovídá přibližně 8,5 milionu domácností. Byl to druhý nejlépe hodnocený pořad na stanici Fox v tomto týdnu, hned po Ally McBealové.
Server Empire označil Hamillův výkon v této epizodě za 10. nejlepší filmový gag v seriálu a uvedl: „Hamill je ale k popukání, když zpívá ‚Luku, buď dnes večer Jediem‘ v představení Frajeři a saze, a do tohoto seznamu se dostal i za to, že nabádá bodyguarda Homera, aby ‚použil vidličky‘.“ Eric Goldman, Dan Iverson a Brian Zoromski ze serveru IGN označili Hamillovo hostování za 2. místo v seznamu 25 nejlepších hostů v Simpsonových s tím, že velká část humoru epizody pramení z toho, že Hamill je „dobrý sportovec, pokud jde o jeho minulost“. Kromě toho se Hamill umístil na 18. místě v seznamu 25 nejoblíbenějších hostujících hvězd Simpsonových, který sestavil server AOL, a Nathan Ditum z Total Filmu označil jeho vystoupení za 3. nejlepší hostující vystoupení v historii seriálu. Simon Crerar z The Times rovněž zařadil Hamillovo vystoupení mezi 33 nejvtipnějších cameí v historii Simpsonových.
Autoři knihy I Can't Believe It's a Bigger and Better Updated Unofficial Simpsons Guide, Warren Martyn a Adrian Wood, napsali, že „všechny nejlepší kousky zahrnují buď sjezd, nebo opakované pokusy Marka Hamilla nebýt mobbován. Bohužel hlavní náplň příběhu – Homerova ochrana Quimbyho před Tonym – poněkud upadá. Nicméně jde-li o vtipy, jsou mimořádně kvalitní.“ James Plath z Dvdtown.com ve své recenzi 10. řady Simpsonových označuje díl za „jednu z nejvtipnějších epizod“. IGN ji označil za nejlepší epizodu 10. řady. V rozhovoru pro australské noviny mX označil Mike Scully, vedoucí 10. sezóny Simpsonových, tento díl za čtvrtou z pěti nejlepších epizod 10. řady a server Screen Rant ji označil za nejlepší epizodu 10. sezóny seriálu.